# Vitrail des Anges musiciens
Pour les articles homonymes, voir Anges musiciens.
Les Anges musiciens sont un vitrail daté du XIVe siècle anciennement dans l'église Notre-Dame de Dives-sur-Mer et conservé actuellement dans l'office du tourisme de cette commune dans l'attente d'un remontage dans son édifice d'origine.

## Histoire
Les vitraux ont été offerts par l'évêque de Lisieux Guy d'Harcourt (1303-1336).
Le vitrail est déposé dans le dernier quart du XIXe lors de travaux sur la verrière de l'église. En 1875 il est exposé dans le village Guillaume le Conquérant dans la salle de la Pucelle au milieu de nombreuses pièces d'antiquités rassemblées par le propriétaire du lieu. En 1888, le vitrail est classé monument historique au titre d'objet. Lors de la vente des antiquités on perd la trace de l'œuvre.
Le vitrail est reconnu sur un catalogue d'une vente aux enchères en 1982 par un conservateur du patrimoine et membre de la Société des antiquaires de Normandie, Yves Lescroart. Racheté par la ville avec l'aide de l'État, le vitrail est restauré et est exposé au musée de Normandie du château de Caen puis à l'office du tourisme de la commune, lieu d'exposition de l'œuvre à la fin du XIXe siècle.

## Description
Le vitrail conservé représente 8 anges musiciens, sur un total de 10 relevés au XIXe siècle. Le vitrail comporte aussi les armoiries de Guy d'Harcourt dans un écoinçon.
Les médaillons présentent des personnages sur fond rouge ou bleu.
Le verrier a utilisé a utilisé en particulier du jaune d'argent, de l'oxyde de fer ou de cuivre.
Les médaillons comportent chacun un ange jouant d'un instrument différent :
- Guiterne
- Orgue positif
- Claquebois
- Viole à archet
- Hautbois
- Chalumeau double
- syrinx ou flûte de pan
- cornemuse

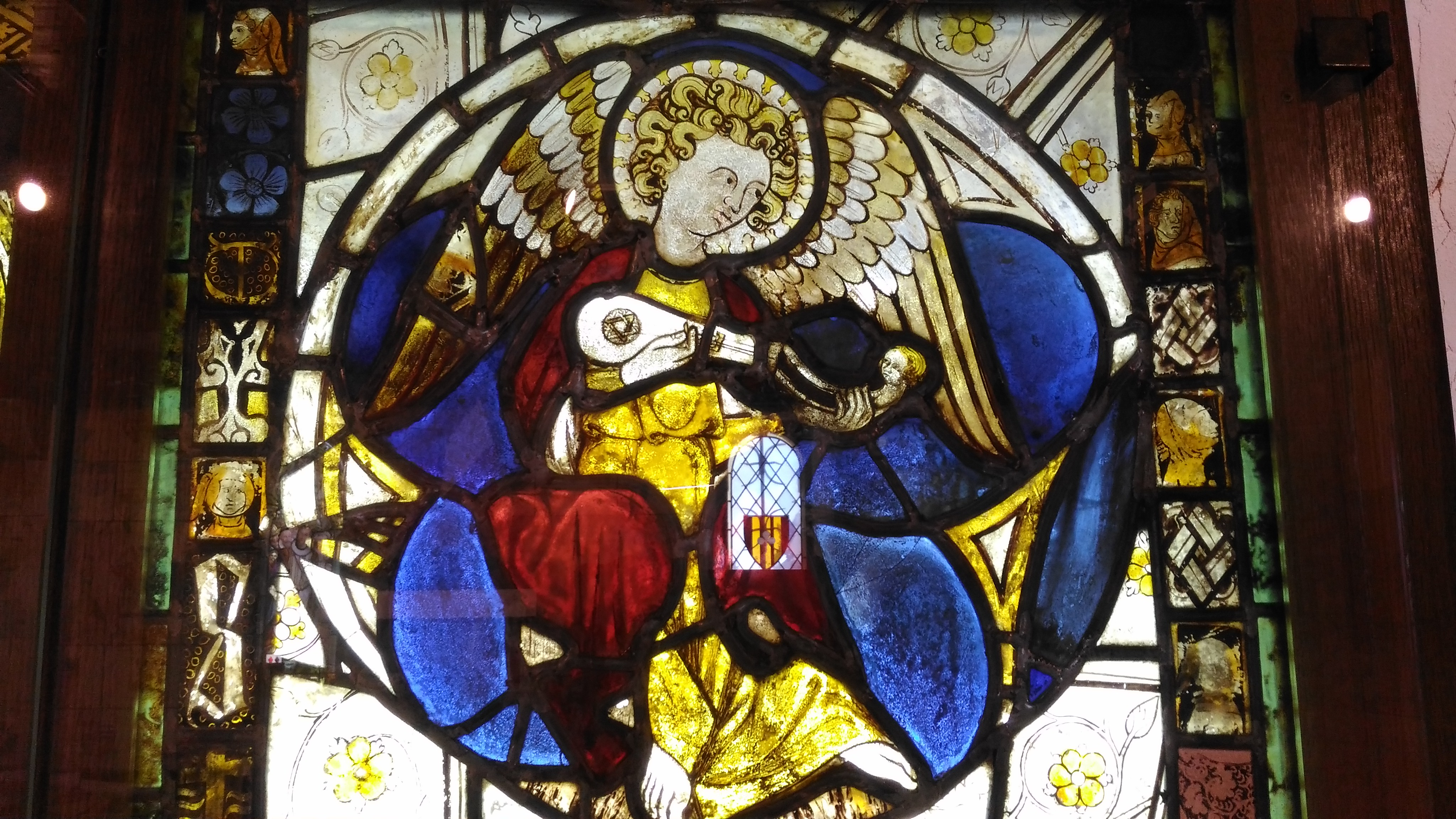
Joueur de guiterne
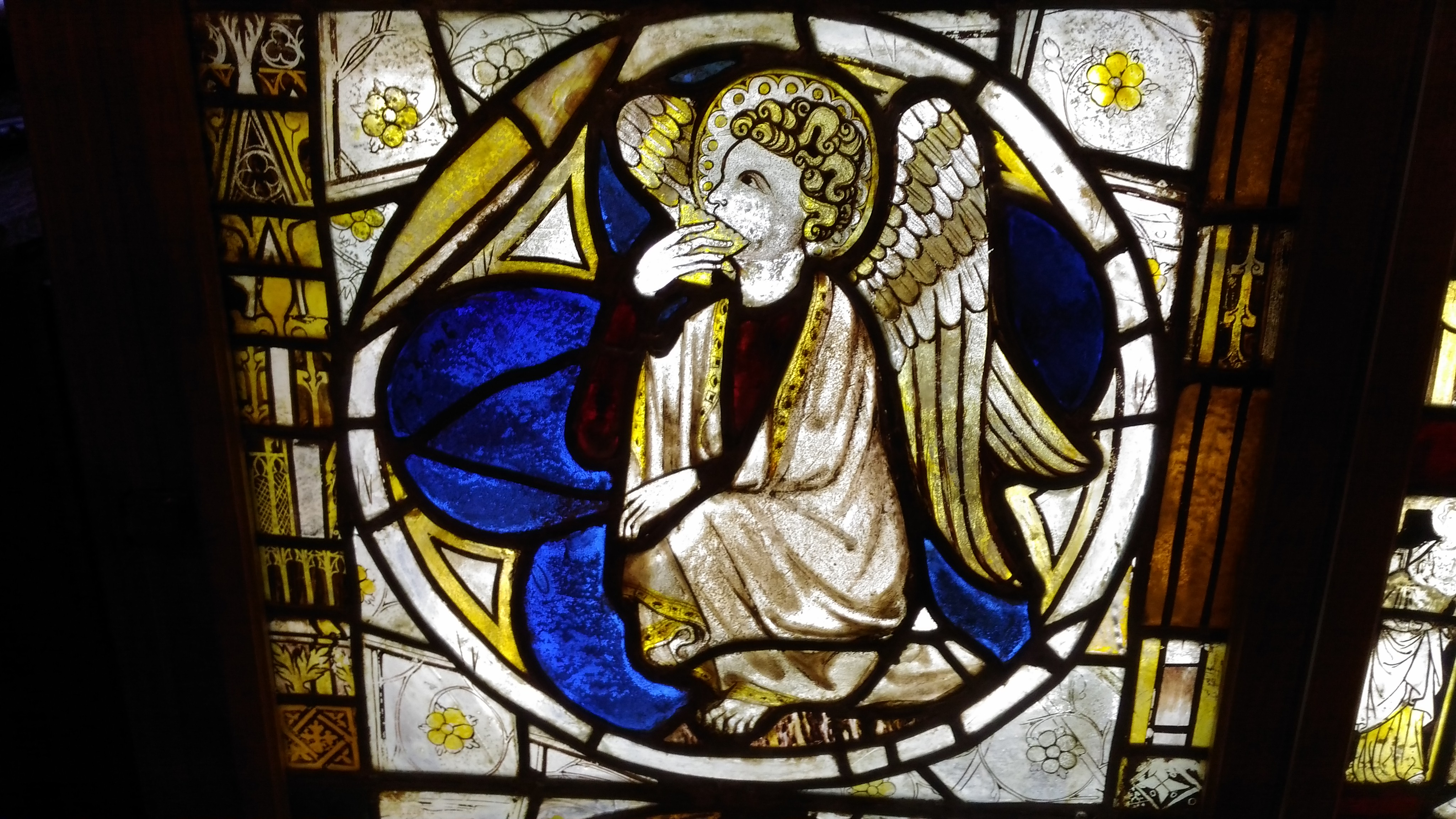
Joueur de flûte de pan
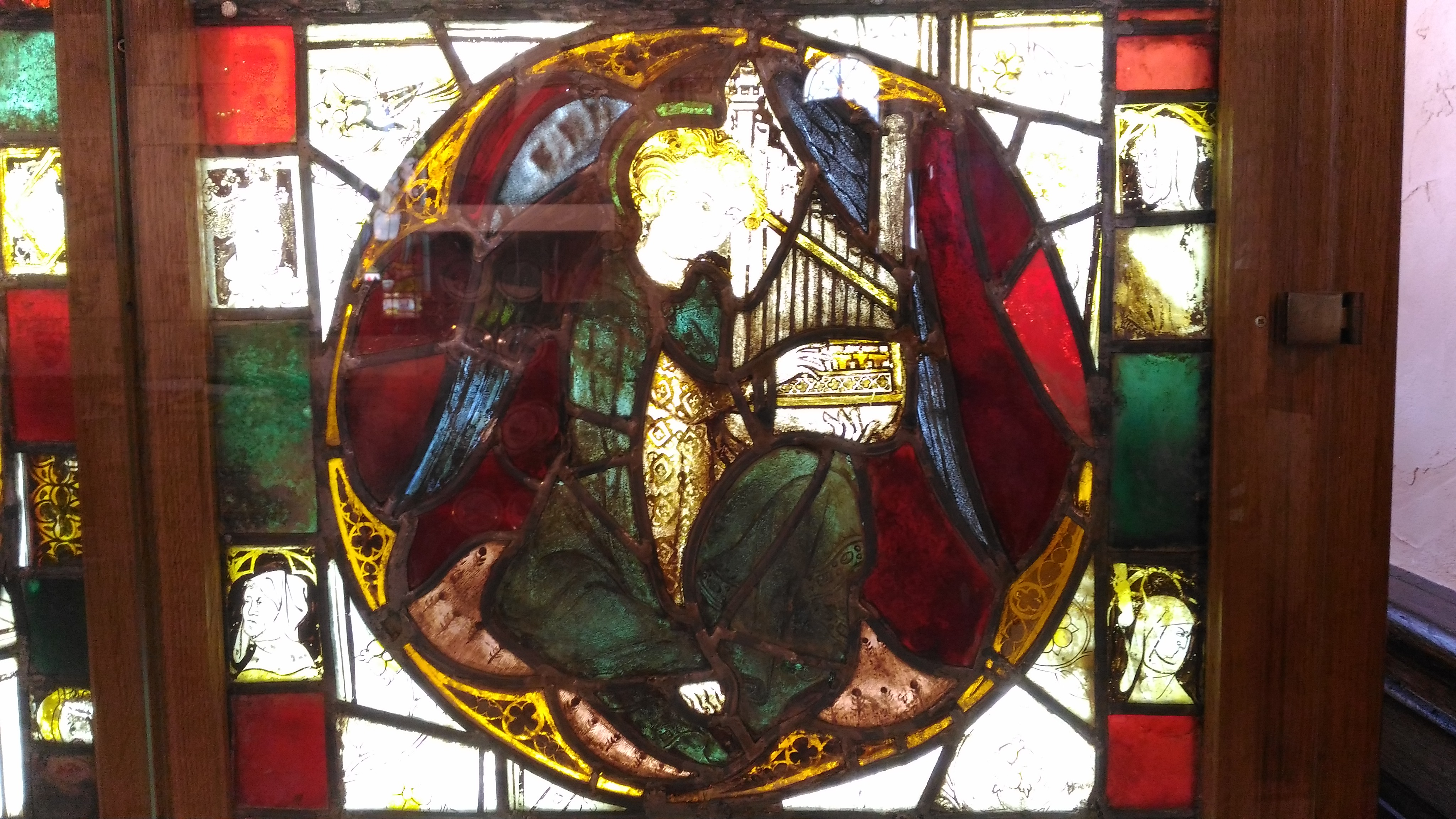
Joueur d'orgue